# 4536 Drewpinsky
4536 Drewpinsky è un asteroide della fascia principale. Scoperto nel 1987, presenta un'orbita caratterizzata da un semiasse maggiore pari a 2,1953884 UA e da un'eccentricità di 0,0835283, inclinata di 4,17476° rispetto all'eclittica.